# Estación Solís (Argentina)
Solís es una estación ferroviaria ubicada en la localidad del mismo nombre, partido de San Andrés de Giles, Provincia de Buenos Aires, Argentina.

## Servicios
El ramal dejó de transitar en 1992, por lo que actualmente no se prestan servicios de pasajeros. Actualmente es operada por el NCA (Nuevo Central Argentino) pero los trenes de cargas no corren.
La traza ferroviaria se encuentra en tareas de recuperación por la "Asociación Amigos del Ramal Victoria-Pergamino" donde desarrollan distintas tareas de mantenimiento.
Actualmente la estación se encuentra usurpada y en condiciones poco óptimas.

## Construcción de la nueva estación
En junio de 2022, se abrió la licitación para la construcción para un nuevo edificio para la estación Solís.

## Historia
El 16 de julio de 1894 fue inaugurada la estación Solís, por parte del Ferrocarril Central Argentino, en el ramal Victoria-Pergamino.